# Badminton-Europameisterschaft 1984
Die 9. Badminton-Europameisterschaften fanden im Guild Hall in Preston, England, zwischen dem 8. und 14. April 1984 statt und wurden von der European Badminton Union und Badminton England ausgetragen.

## Medaillengewinner
| Disziplin    | Gold                        | Silber                           | Bronze                              |
| ------------ | --------------------------- | -------------------------------- | ----------------------------------- |
| Herreneinzel | Morten Frost                | Jens Peter Nierhoff              | Steve Baddeley                      |
| Herreneinzel | Morten Frost                | Jens Peter Nierhoff              | Göran Carlsson                      |
| Dameneinzel  | Helen Troke                 | Sally Podger                     | Karen Beckman                       |
| Dameneinzel  | Helen Troke                 | Sally Podger                     | Kirsten Larsen                      |
| Herrendoppel | Martin Dew Mike Tredgett    | Morten Frost Jens Peter Nierhoff | Billy Gilliland Dan Travers         |
| Herrendoppel | Martin Dew Mike Tredgett    | Morten Frost Jens Peter Nierhoff | Lars Wengberg Ulf Johansson         |
| Damendoppel  | Gillian Clark Karen Chapman | Gillian Gilks Karen Beckman      | Dorte Kjær Kirsten Larsen           |
| Damendoppel  | Gillian Clark Karen Chapman | Gillian Gilks Karen Beckman      | Maria Bengtsson Christine Magnusson |
| Mixed        | Martin Dew Gillian Gilks    | Thomas Kihlström Maria Bengtsson | Nigel Tier Gillian Clark            |
| Mixed        | Martin Dew Gillian Gilks    | Thomas Kihlström Maria Bengtsson | Mike Tredgett Karen Chapman         |
| Teams        | England                     | Dänemark                         | Schweden                            |

## Resultate

### Halbfinale
| Disziplin    | Sieger                           | Finalist                            | Ergebnis         |
| ------------ | -------------------------------- | ----------------------------------- | ---------------- |
| Herreneinzel | Morten Frost                     | Steve Baddeley                      | 15–4, 15–4       |
| Herreneinzel | Jens Peter Nierhoff              | Göran Carlsson                      | 15–6, 15–10      |
| Dameneinzel  | Sally Podger                     | Kirsten Larsen                      | 11–0, 6–11, 11–5 |
| Dameneinzel  | Helen Troke                      | Karen Beckman                       | 11–8, 11–7       |
| Herrendoppel | Jens Peter Nierhoff Morten Frost | Billy Gilliland Dan Travers         | 15–13, 18–14     |
| Herrendoppel | Martin Dew Mike Tredgett         | Lars Wengberg Ulf Johansson         | 15–12, 15–6      |
| Damendoppel  | Gillian Gilks Karen Beckman      | Dorte Kjær Kirsten Larsen           | 15–11, 15–9      |
| Damendoppel  | Gillian Clark Karen Chapman      | Christine Magnusson Maria Bengtsson | w.o.             |
| Mixed        | Thomas Kihlström Maria Bengtsson | Mike Tredgett Karen Chapman         | 15–8, 15–12      |
| Mixed        | Martin Dew Gillian Gilks         | Nigel Tier Gillian Clark            | 15–11, 15–8      |

### Finale
| Disziplin    | Sieger                      | Finalist                         | Ergebnis           |
| ------------ | --------------------------- | -------------------------------- | ------------------ |
| Herreneinzel | Morten Frost                | Jens Peter Nierhoff              | 15–8, 15–2         |
| Dameneinzel  | Helen Troke                 | Sally Podger                     | 11–5, 11–2         |
| Herrendoppel | Martin Dew Mike Tredgett    | Jens Peter Nierhoff Morten Frost | 15–8, 15–10        |
| Damendoppel  | Gillian Clark Karen Chapman | Gillian Gilks Karen Beckman      | 15–17, 15–12, 15–2 |
| Mixed        | Martin Dew Gillian Gilks    | Thomas Kihlström Maria Bengtsson | 15–5, 17–15        |

## Mannschaften

### Endstand
- 1.  England
- 2.  Dänemark
- 3.  Schweden
- 4.  Schottland
- 5.  Sowjetunion
- 6.  Deutschland
- 7.  Niederlande
- 8.  Wales
- 9.  Irland
- 10.  Österreich
- 11.  Polen
- 12.  Belgien
- 13.  Tschechoslowakei
- 14.  Irland
- 15.  Norwegen
- 16.  Schweiz
- 17.  Ungarn
- 18.  Frankreich
- 19.  Italien

## Medaillenspiegel
| Pos. | Land       | Gold | Silber | Bronze | Total |
| ---- | ---------- | ---- | ------ | ------ | ----- |
| 1    | England    | 5    | 2      | 4      | 11    |
| 2    | Dänemark   | 1    | 3      | 2      | 6     |
| 3    | Schweden   | 0    | 1      | 4      | 5     |
| 4    | Schottland | 0    | 0      | 1      | 1     |